# Jahrgangsstufentest
Jahrgangsstufentests sind eine Testform an Schulen in Bayern. Sie werden meist mit einer mündlichen Note, wie auch einer Stegreifaufgabe, gewertet. Zeitlich liegen diese Tests am Anfang des Schuljahres nach den Sommerferien.
Zu Beginn des Schuljahres werden in den Jahrgangsstufen 6, 8 und 10 des Gymnasiums in Bayern zentrale Jahrgangsstufentests durch das Staatsinstitut für Schulqualität und Bildungsforschung (ISB) abgehalten. Diese sollen Hinweise auf spezifische Schwächen und Stärken der Schüler bzw. Schulen geben. Der bayernweite Notendurchschnitt liegt dabei regelmäßig zwischen 3 und 4.
Auch an bayerischen Realschulen finden in den Jahrgangsstufen 6, 7, 8 und 9 regelmäßig Jahrgangsstufentests in den Fächern Deutsch, Englisch und Mathematik statt.